# الكهوف المقدسة في جزيرة كريت

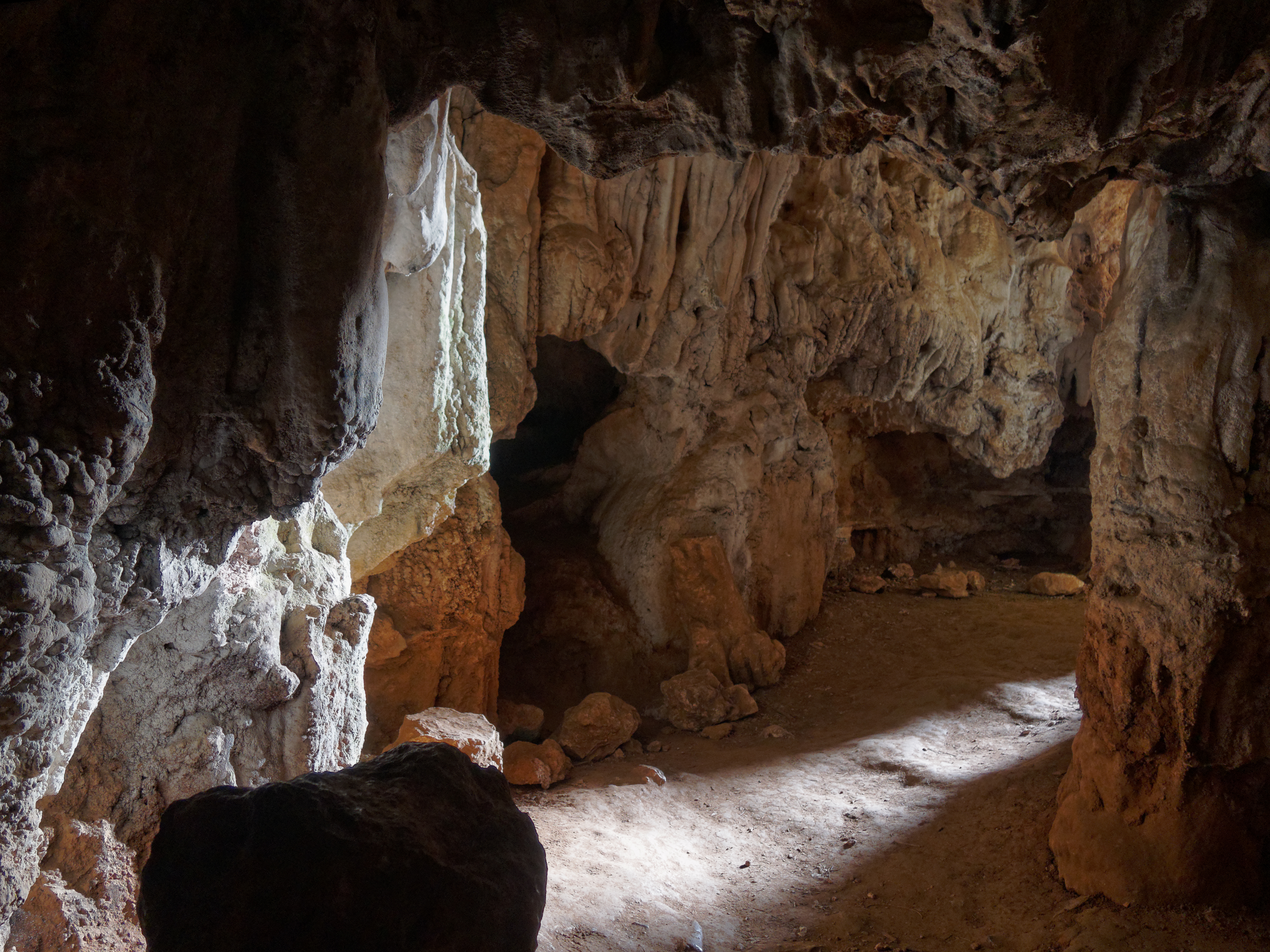
داخل كهف ترابيزا

الكهوف المقدسة في جزيرة كريت هي كهوف مقدسة، حيث تعد أماكن مقدسة في حضارة مينوسية بجزيرة كريت.

## نبذة
يتفق معظم العلماء على أن الكهوف المقدسة كانت تستخدم من قبل المينويين للطقوس الدينية، والبعض الآخر للدفن. حيث تحتوي على تماثيل بشرية من الطين.